# Kyle Wiltjer
Kyle Gregory Wiltjer (* 2. Oktober 1992 in Portland) ist ein kanadisch-US-amerikanischer Basketballspieler.

## Laufbahn
Wiltjers Vater Greg spielte für die kanadische Basketballnationalmannschaft und erreichte mit dieser bei den Olympischen Spielen 1984 den vierten Rang. Kyle Wiltjer besitzt die kanadische sowie die US-amerikanische Staatsbürgerschaft. Er besuchte die Jesuit High School in Portland (US-Bundesstaat Oregon) und spielte für die dortige Basketballmannschaft. 2011 nahm er in seiner Heimatstadt Portland als Teil einer Weltauswahl am „Nike Hoop Summit“ teil und erzielte zwölf Punkte im Spiel gegen die Mannschaft der USA. Ab dem Spieljahr 2011/12 gehörte er zur Hochschulmannschaft der University of Kentucky, Wiltjer hatte zuvor auch Stipendiumsangebote von weiteren namhaften Hochschulen wie der University of California, dem Georgia Institute of Technology, der Gonzaga University, der University of Kansas, der University of Texas at Austin und der Wake Forest University erhalten. In seiner ersten Saison in der ersten NCAA-Division gewann er mit Kentucky den Meistertitel, Wiltjer trug zu diesem Erfolg in 40 Einsätzen im Schnitt 5,0 Punkte bei und war mit 35 erzielten Dreipunktwürfen drittbester Spieler seiner Mannschaft in dieser Kategorie. In der Sommerpause 2013 verließ er Kentucky und schloss sich der Gonzaga University an. In der Saison 2013/14 nahm er aufgrund der Wechselbestimmungen nicht am Spielbetrieb teil und bestritt dann zwischen 2014 und 2016 74 Spiele für Gonzaga. In seinen beiden Jahren war er jeweils Gonzagas bester Korbschütze (16,8 Punkte pro Begegnung im Spieljahr 2014/15 sowie 20,4 Punkte je Partie während der Saison 2015/16).
Beim Draftverfahren der NBA im Jahr 2016 blieb Wiltjer unberücksichtigt, unterschrieb aber im Juni 2016 einen Vertrag bei der NBA-Mannschaft Houston Rockets. Er kam im Laufe der Saison 2016/17 auf 14 Kurzeinsätze für die Texaner, spielte jedoch hauptsächlich in der Ausbildungsmannschaft Rio Grande Valley Vipers, für die er mit einem Schnitt von 20,5 Punkten je Begegnung Leistungsträger war. Im Juni 2017 wurde er im Rahmen eines Tauschgeschäfts an die Los Angeles Clippers abgegeben, dort aber im Juli 2017 entlassen und dann von den Toronto Raptors unter Vertrag genommen. Er stand in Vorbereitungsspielen für die Kanadier auf dem Feld, wurde aber vor dem Beginn der Saison 2017/18 aus dem Aufgebot gestrichen. Ende Oktober 2017 nahm Wiltjer ein Angebot der griechischen Spitzenmannschaft Olympiakos Piräus an. Mit Olympiakos spielte er sowohl in der griechischen Liga als auch in der Euroleague, blieb in dem europäischen Vereinswettbewerb mit 4,5 Punkten pro Begegnung aber ein Ergänzungsspieler.
In der Saison 2018/19 stand er beim spanischen Liga-ACB-Verein Unicaja Malaga unter Vertrag und kam für die Mannschaft ebenfalls zu Einsätzen im EuroCup. In der Sommerpause 2019 wechselte Wiltjer zu Türk Telekomspor in die türkische Hauptstadt Ankara. Nachdem er in der Saison 2019/20 im Schnitt 13,4 Punkte erzielt hatte, erhöhte er diesen Wert in der Hauptrunde des Spieljahres 2020/21 auf 18,7 je Begegnung. Im Januar 2021 sorgte Wiltjer für Aufsehen, als er im Spiel gegen Bahcesehir Koleji neun seiner 13 Dreipunktewürfe traf. Im Sommer 2021 kehrte er in die spanische Liga ACB zurück und unterschrieb einen Vertrag bei CB Canarias. In der Saison 2021/22 gewann er mit der Mannschaft die Champions League.
Zur Spielzeit 2022/23 ging er zu den Zhejiang Lions nach China. Wiltjer kehrte 2023 nach Europa zurück, wurde von Reyer Venezia Mestre verpflichtet.

### Nationalmannschaft
Mit Kanadas U18-Nationalmannschaft gewann Wiltjer bei der Amerikameisterschaft im Jahr 2010 Bronze, 2013 nahm er mit Kanadas Auswahl an der Sommer-Universiade in Kasan teil und erreichte den vierten Platz. Im Juli 2015 gehörte er zur kanadischen Nationalmannschaft, die die Panamerikanischen Spiele in Toronto bestritt. Bei der Weltmeisterschaft 2019 war er mit einem Durchschnitt von 16,4 Punkten je Begegnung bester Korbschütze der kanadischen Auswahlmannschaft.